# Ironman Heavymetalweight Championship
Le Ironman Heavymetalweight Championship (アイアンマンヘビーメタル級選手権, aianman hebīmetaru-kyū senshuken) est un titre professionnel de catch, actuellement utilisé par la fédération japonaise Dramatic Dream Team (DDT).
Le titre est défendu partout contre quiconque sous la règle du « 24/7 » qui signifie que le titre doit être défendu « 24 heures sur 24, 7 jours sur 7 » tant qu'un arbitre officiel est présent. La règle 24/7 est similaire aux mêmes règles appliquées pour le WWE Hardcore Championship. Ainsi, non seulement le titre peut être remporté indépendamment du sexe ou du nombre d'individus (dans le cas d'un tombé ou d'une soumission à plusieurs), mais il est également disponible pour des champions "non conventionnels", d'anciens champions comprenant par exemple des enfants, des animaux ou même des objets inanimés. Le titre a parfois été remporté par d'autres moyens tels qu'une vente aux enchères pour la ceinture, des parties de pierre-feuille-ciseaux, et un changement de titre s'est même produit dans un rêve.
Le titre est régulièrement défendu dans des batailles royales de 10 minutes, le détenteur actuel n'étant pas autorisé à quitter le match avant la fin du temps limite ; selon les règles 24/7, le titre peut changer de mains pendant le match, et pas seulement en raison de son résultat. Contrairement à ce que son nom suggère, et contrairement à des championnats à l'intitulé similaire, il n'est pas spécifique aux matchs à stipulation Iron Man. Le record du plus grand nombre de règnes est détenu par Shinobu, qui l'a remporté 216 fois, notamment en échangeant le titre à répétitions avec Yuko Miyamoto (lui-même 215 fois champion), 303 fois au total la même nuit. Le 1000e Ironman Heavymetalweight Champion a été couronné le 29 avril 2014, lorsque la ceinture de championnat elle-même est devenue championne en faisant le tombé sur Sanshiro Takagi. 

## Historique des règnes
Liste des Ironman Heavymetalweight Champions au 25 février 2019 :
| #  | Champions           | Règne | Date              | Jours     | Lieu         | Événement  | Notes |
| -- | ------------------- | ----- | ----------------- | --------- | ------------ | ---------- | --- |
| 1  | Poison Sawada BLACK | 1     | 29 juin 2000      | <1        | Tokyo, Japon | House show | Le titre est créé par Poison Sawada BLACK. Il se couronne lui-même premier champion. Puis il le perd en trois secondes.                                                                                 |
| 2  | Mitsunobu Kikuzawa  | 1     | 29 juin 2000      | 7 jours   | Tokyo, Japon | House show | |
| 3  | Thunder             | 1     | 6 juillet 2000    | <1        | Tokyo, Japon | House show | |
| 4  | Poison Sawada BLACK | 2     | 6 juillet 2000    | 6 jours   | Tokyo, Japon | House show | |
| 5  | "Showa"             | 1     | 12 juillet 2000   | 14 jours  | Tokyo, Japon | House show | |
| 6  | Rojo del Sol        | 1     | 26 juillet 2000   | 8 jours   | Tokyo, Japon | House show | |
| 7  | Naoshi Sano         | 1     | 3 août 2000       | <1        | Tokyo, Japon | House show | |
| 8  | Rojo del Sol        | 2     | 3 août 2000       | 1 jour    | Tokyo, Japon | House show | |
| 9  | Poison Sawada BLACK | 3     | 4 août 2000       | 6 jours   | Tokyo, Japon | House show | |
| —  | Vacant              | -     | 10 août 2000      | -         | N/A          | N/A        | Rendu vacant après que Poison Sawada BLACK a reçu l'ordre d'intégrer la division tag team de DDT. |
| 10 | Taiyo Rojo          | 1     | 24 août 2000      | 21 jours  | Tokyo, Japon | House show | Bat Pirate Wizard Viking pour le titre vacant. |
| 11 | Poison Sawada BLACK | 4     | 14 septembre 2000 | 7 jours   | Tokyo, Japon | House show | Dans un 3-way match qui incluait également Mitsunobu Kikuzawa. |
| 12 | Hebikage            | 1     | 21 septembre 2000 | 34 jours  | Tokyo, Japon | House show | |
| 13 | Chotaro Kamoi       | 1     | 25 octobre 2000   | 33 jours  | Tokyo, Japon | House show | |
| 14 | Masakazu Nagase     | 1     | 27 novembre 2000  | <1        | Tokyo, Japon | House show | |
| 15 | Chotaro Kamoi       | 2     | 27 novembre 2000  | 3 jours   | Tokyo, Japon | House show | |
| 16 | Masakazu Nagase     | 2     | 30 novembre 2000  | 14 jours  | Tokyo, Japon | House show | Dans un tag team match avec "Showa" comme partenaire de Nagase et Mitsunobu Kikuzawa comme partenaire de Kamoi.                                                                                         |
| 17 | Issei Fujisawa      | 1     | 14 décembre 2000  | <1        | Tokyo, Japon | House show | Dans une bataille royale Falls Count Anywhere de 15 minutes. |
| 18 | Toshiyuki Moriya    | 1     | 14 décembre 2000  | <1        | Tokyo, Japon | House show | Dans une bataille royale Falls Count Anywhere de 15 minutes. |
| 19 | Masakazu Nagase     | 3     | 14 décembre 2000  | <1        | Tokyo, Japon | House show | Dans une bataille royale Falls Count Anywhere de 15 minutes. |
| 20 | Jigoku Soldier      | 1     | 14 décembre 2000  | <1        | Tokyo, Japon | House show | Dans une bataille royale Falls Count Anywhere de 15 minutes. |
| 21 | Masakazu Nagase     | 4     | 14 décembre 2000  | <1        | Tokyo, Japon | House show | Dans une bataille royale Falls Count Anywhere de 15 minutes. |
| 22 | Naoshi Sano         | 2     | 14 décembre 2000  | <1        | Tokyo, Japon | House show | Dans une bataille royale Falls Count Anywhere de 15 minutes. |
| 23 | Toshiyuki Moriya    | 2     | 14 décembre 2000  | <1        | Tokyo, Japon | House show | Dans une bataille royale Falls Count Anywhere de 15 minutes. |
| 24 | Shigero Kato        | 1     | 14 décembre 2000  | <1        | Tokyo, Japon | House show | Dans une bataille royale Falls Count Anywhere de 15 minutes. |
| 25 | Fushicho Karasu     | 1     | 14 décembre 2000  | <1        | Tokyo, Japon | House show | Dans une bataille royale Falls Count Anywhere de 15 minutes. |
| 26 | Jigoku Soldier      | 2     | 14 décembre 2000  | <1        | Tokyo, Japon | House show | Dans une bataille royale Falls Count Anywhere de 15 minutes. |
| 27 | Misae-chan          | 1     | 14 décembre 2000  | <1        | Tokyo, Japon | House show | Dans une bataille royale Falls Count Anywhere de 15 minutes ; première femme à remporter le titre. |
| 28 | Issei Fujisawa      | 2     | 14 décembre 2000  | <1        | Tokyo, Japon | House show | Dans une bataille royale Falls Count Anywhere de 15 minutes. |
| 29 | Chotaro Kamoi       | 3     | 14 décembre 2000  | <1        | Tokyo, Japon | House show | Dans une bataille royale Falls Count Anywhere de 15 minutes. |
| 30 | Shigero Kato        | 2     | 14 décembre 2000  | <1        | Tokyo, Japon | House show | Dans une bataille royale Falls Count Anywhere de 15 minutes. |
| 31 | Fushicho Karasu     | 2     | 14 décembre 2000  | <1        | Tokyo, Japon | House show | Dans une bataille royale Falls Count Anywhere de 15 minutes. |
| 32 | Misae-chan          | 2     | 14 décembre 2000  | <1        | Tokyo, Japon | House show | Dans une bataille royale Falls Count Anywhere de 15 minutes. |
| 33 | Fushicho Karasu     | 3     | 14 décembre 2000  | <1        | Tokyo, Japon | House show | Dans une bataille royale Falls Count Anywhere de 15 minutes. |
| 34 | Naoshi Sano         | 3     | 14 décembre 2000  | <1        | Tokyo, Japon | House show | Dans une bataille royale Falls Count Anywhere de 15 minutes. |
| 35 | Misae-chan          | 3     | 14 décembre 2000  | <1        | Tokyo, Japon | House show | Dans une bataille royale Falls Count Anywhere de 15 minutes. |
| 36 | Masakazu Nagase     | 5     | 14 décembre 2000  | <1        | Tokyo, Japon | House show | Dans une bataille royale Falls Count Anywhere de 15 minutes. |
| 37 | Chotaro Kamoi       | 4     | 14 décembre 2000  | <1        | Tokyo, Japon | House show | Dans une bataille royale Falls Count Anywhere de 15 minutes. |
| 38 | Naoshi Sano         | 4     | 14 décembre 2000  | <1        | Tokyo, Japon | House show | Dans une bataille royale Falls Count Anywhere de 15 minutes. |
| 39 | Fushicho Karasu     | 4     | 14 décembre 2000  | <1        | Tokyo, Japon | House show | Dans une bataille royale Falls Count Anywhere de 15 minutes. |
| 40 | Chotaro Kamoi       | 5     | 14 décembre 2000  | <1        | Tokyo, Japon | House show | Dans une bataille royale Falls Count Anywhere de 15 minutes. |
| 41 | Issei Fujisawa      | 3     | 14 décembre 2000  | <1        | Tokyo, Japon | House show | Dans une bataille royale Falls Count Anywhere de 15 minutes. |
| 42 | Toshiyuki Moriya    | 3     | 14 décembre 2000  | <1        | Tokyo, Japon | House show | Dans une bataille royale Falls Count Anywhere de 15 minutes. |
| 43 | Jigoku Soldier      | 3     | 14 décembre 2000  | <1        | Tokyo, Japon | House show | Dans une bataille royale Falls Count Anywhere de 15 minutes. |
| 44 | Toshiyuki Moriya    | 4     | 14 décembre 2000  | <1        | Tokyo, Japon | House show | Dans une bataille royale Falls Count Anywhere de 15 minutes. |
| 45 | Chotaro Kamoi       | 6     | 14 décembre 2000  | <1        | Tokyo, Japon | House show | Dans une bataille royale Falls Count Anywhere de 15 minutes. |
| 46 | Shark Tsuchiya      | 1     | 14 décembre 2000  | 103 jours | Tokyo, Japon | House show | Dans une bataille royale Falls Count Anywhere de 15 minutes. |
| 47 | Chotaro Kamoi       | 7     | 27 mars 2001      | 33 jours  | Tokyo, Japon | House show | |
| 48 | Jakaibo Hebider     | 2     | 29 avril 2001     | <1        | Tokyo, Japon | House show | A précédemment remporté le titre sous le nom de Thunder. |
| 49 | Chotaro Kamoi       | 8     | 29 avril 2001     | 19 jours  | Tokyo, Japon | House show | |
| 50 | MMM                 | 5     | 18 mai 2001       | 27 jours  | Tokyo, Japon | House show | Dans un 4-way match qui incluait également Naoshi Sano et Blackjack Funk. Toshiyuki Moriya remporte le titre en tant que Triple M (MMM), une parodie de Triple H, avant de reprendre son véritable nom. |
| 51 | Kazumasa Nihei      | 1     | 14 juin 2001      | 15 jours  | Tokyo, Japon | House show | |
| 52 | Chotaro Kamoi       | 9     | 29 juin 2001      | 97 jours  | Tokyo, Japon | House show | Nihei donne délibérément le titre à Kamoi. |
| 53 | Asian Cougar        | 1     | 4 octobre 2001    | 69 jours  | Tokyo, Japon | House show | |
| 54 | Hebikage            | 2     | 12 décembre 2001  | <1        | Tokyo, Japon | House show | |
| 55 | Asian Cougar        | 2     | 12 décembre 2001  | 50 jours  | Tokyo, Japon | House show | |
| 56 | Sanshiro Takagi     | 1     | 31 janvier 2002   | <1        | Tokyo, Japon | House show | |
| 57 | Chocoball Mukai     | 1     | 31 janvier 2002   | 4 jours   | Tokyo, Japon | House show | |
| 58 | Sanshiro Takagi     | 2     | 4 février 2002    | 66 jours  | Tokyo, Japon | House show | |
| 59 | Futoshi Miwa        | 1     | 11 avril 2002     | 7 jours   | Tokyo, Japon | House show | |